# Guerre algéro-américaine (1785-1795)
La guerre algéro-américaine était un conflit qui a opposé la régence d'Alger et les États-Unis et qui a duré de 1785 à 1795. Survenue après que les États-Unis sont devenus indépendants de l'Empire britannique à la suite de la guerre d'indépendance américaine, Alger déclare la guerre aux États-Unis après avoir réalisé que la marine marchande américaine n'est plus sous la protection de la Royal Navy. Depuis la dissolution de la marine continentale en 1783, les États-Unis ne disposaient plus d'une flotte pour protéger leur navigation et durent, en 1795, négocier la paix avec Alger.

## Circonstances
À partir du début de la période moderne, les pirates barbaresques opérant au départ de la côte de Barbarie ciblaient les navires marchands chrétiens européens, capturant et asservissant fréquemment leurs équipages dans le cadre de la traite négrière barbaresque. Avant l'indépendance, la marine marchande américaine était protégée par la Royal Navy. Mais après la déclaration d'indépendance des États-Unis, les diplomates britanniques informèrent les États barbaresques que les navires américains n'étaient plus sous leur protection et en 1785, Alger déclara la guerre aux États-Unis.
Les pirates barbaresques, sous le commandement du corsaire Rais Hamidou Ben Ali et opérant depuis Alger, capturèrent 53 navires marchands américains, un brick et 180 marins américains. Parmi ces derniers, 83 furent ensuite rançonnés par le gouvernement américain.

## Déroulement
En 1785, Alger, dirigée par le Dey Muhammad, déclare la guerre aux États-Unis et capture des navires américains. Le gouvernement de la Confédération, en difficulté financière, ne pouvait pas se permettre une marine ni le tribut nécessaire à sa protection. À l’inverse, les négociations avec le Maroc se sont déroulées sans problème après des tensions initiales. Le sultan marocain Sidi Mohammed avait saisi un navire marchand américain en 1784, mais avait ensuite opté pour un commerce pacifique. Les États-Unis ont réussi à conclure un traité avec le Maroc en 1786, mais n'ont pas pu satisfaire Alger financièrement. Thomas Jefferson, alors ministre américain en France, tenta de rassembler une coalition contre Alger mais échoua. Le conflit entre le Portugal et Alger a brièvement protégé les navires marchands américains dans l'Atlantique. En 1793, une trêve algero-portugaise rendit les navires américains vulnérables, poussant les États-Unis à négocier avec les États barbaresques.

## Conséquences

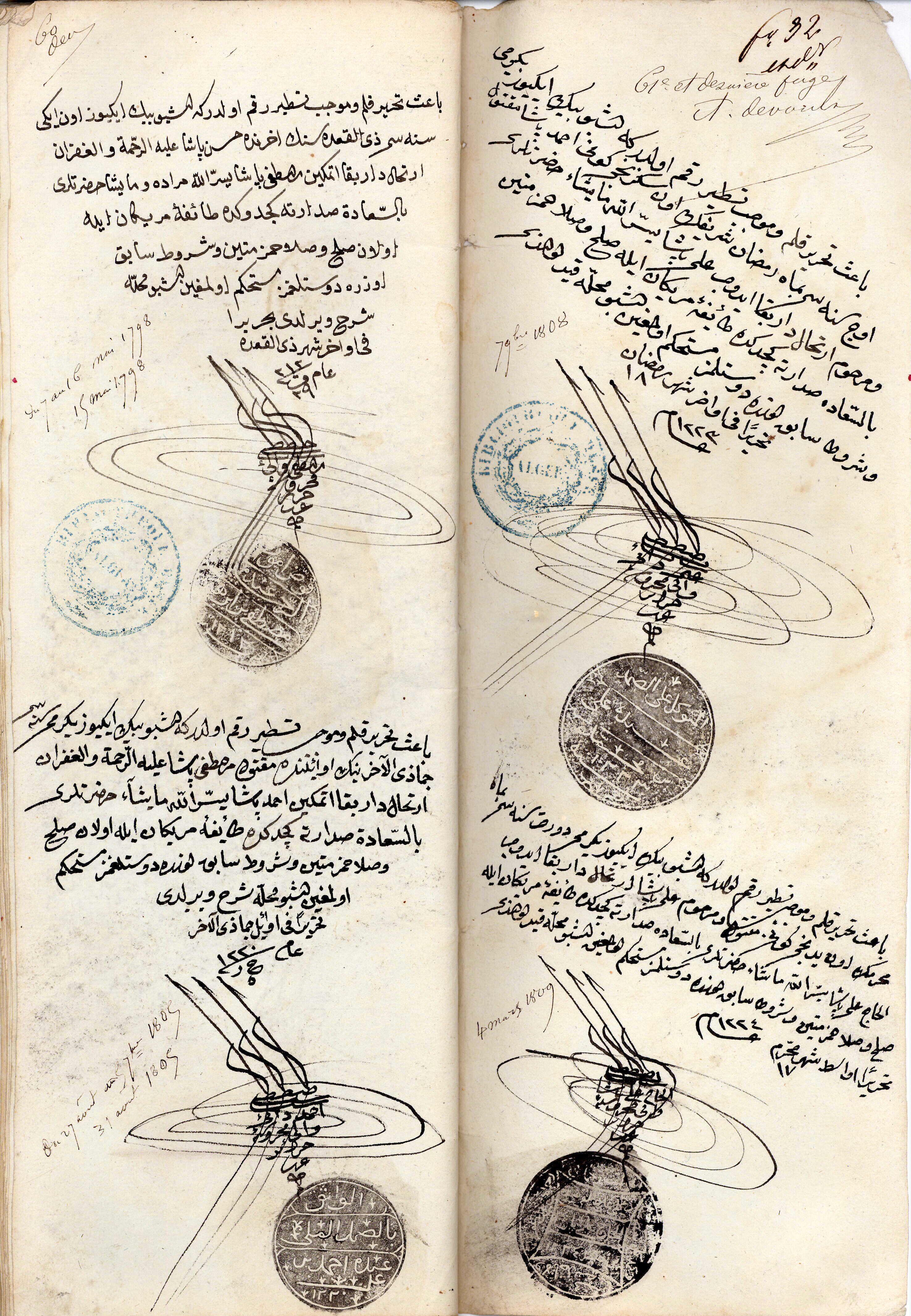
Le Traité de paix et d'amitié entre les États-Unis et la régence d'Alger signé le 5 septembre 1795.

Les diplomates américains Joel Barlow, Joseph Donaldson et Richard O'Brien ont conclu des traités avec Alger, Tunis et Tripoli,. Le traité de paix et d'amitié entre les États-Unis et la régence d'Alger est signé le 5 septembre 1795, et dont lequel il a été décidé le paiement d'un tribut annuel de 21 600 dollars par les États-Unis au profit de la régence d'Alger et également la libération de 83 marins américains sur 130 marins.
Cette guerre incita le Congrès américain à adopter le Naval Act de 1794, qui permit la création de la US Navy. Les pirates algériens, ayant signé une trêve avec le Portugal, ont commencé à attaquer les navires américains en force et pas seulement en Méditerranée. Le 2 janvier 1794, le Congrès décida de créer "une force navale suffisante pour protéger les États-Unis contre les corsaires algériens"